# Bob Schoonbroodt
Bob Schoonbroodt, né le 12 février 1991 à Hoensbroek, est un coureur cycliste néerlandais.

## Biographie
Bob Schoonbroodt naît le 12 février 1991 à Hoensbroek aux Pays-Bas.
Membre de l'équipe Van Vliet EBH Elshof, devenue entretemps De Rijke puis De Rijke-Shanks, entre 2010 et 2013, il entre début 2014 dans l'équipe amateur TWC Maaslandster-Zuid Limburg. Il passe dans l'équipe continentale Veranclassic-Doltcini le 14 mai 2014.

## Palmarès
- 2009
  -  Champion des Pays-Bas du contre-la-montre juniors
  - La Cantonale Juniors :
    - Classement général
    - 1re étape (contre-la-montre)

  - Circuit Het Nieuwsblad juniors
- 2012
  - 2e du championnat des Pays-Bas du contre-la-montre espoirs
- 2014
  - Grand Prix OST Manufaktur
  - 8e étape du Tour du lac Taihu
  - 2e du Grand Prix Gilbert Bousquet
  - 2e du Mémorial Staf Segers
- 2015
  - 2e du Grand Prix Viborg
  - 2e de l'Olympia's Tour

## Classements mondiaux
| Année           | 2014 | 2015 | 2016   |
| --------------- | ---- | ---- | ------ |
| UCI Asia Tour   | 121e |      |        |
| UCI Europe Tour |      | 236e | 1 310e |